# 1329 en santé et médecine
| Années de la santé et de la médecine : 1326 - 1327 - 1328 - 1329 - 1330 - 1331 - 1332    |
| Décennies de la santé et de la médecine : 1290 - 1300 - 1310 - 1320 - 1330 - 1340 - 1350 |

Cet article présente les faits marquants de l'année 1329 en santé et médecine.

## Événements
- 11 janvier : fondation à Grenoble de l'hôpital Saint-Jacques « par un banquier florentin, nommé Jacques de Die, dit Lappol, et Catherine Montagne, sa femme »[1].
- 22 juillet : Cangrande della Scala, seigneur de Vérone, meurt empoisonné à la digitale[2],[3].
- L'hôtel-Dieu Saint-Nicolas de Ham, en Picardie, est attesté dans une charte de ladite commune actuelle ; « destiné au soulagement des malades », il est desservi par des augustins séculiers[4].
- Fondation de l'aumône de la Miséricorde de Nice, confrérie laïque « créée lors d'une famine qui a frappé la ville »[5].
- Fondation à Londres de l'hôpital d'Elsing (en) (Elsing Spital), hospice pour aveugles devenant en 1332 l'hôpital de la Vierge Marie (Hospital of St. Mary the Virgin), prieuré dirigé par son fondateur William Elsing et détruit plus tard, sous le roi d'Angleterre Henri VIII[6].
- Fondation à Douai, en Flandre romane, de la "bonne maison des Huit-Prêtres", dédiée par sa bienfaitrice Marguerite Mulet à l'accueil et à l'entretien de huit prêtres ou chapelains, « pauvres et tels qu'ils ne soient ni grossement rentés, lesquels soient de bonne vie et honnête conversation »[7].
- Fondation à Granges, dans le Valais en actuelle Suisse romande, de l'hospice de la Bâtia tenu pas les frères Hospitaliers de l'ordre de Saint-Jean de Jérusalem[8].
- Fondation de la maison-Dieu de Sauveterre dans le Rouergue[9].

## Publication
- Wang Guo Rui[10] publie son « Chant du dragon de jade » (Yu Long Ge[11]), important traité d'acupuncture et de moxibustion.